# Churup
Churup o Tsurup (del Quechua Ancashino) es una montaña de la Cordillera Blanca de los Andes de Perú, de aproximadamente 5493 m s.n.m.
Está situada en el distrito de Independencia en la provincia de Huaraz en la región Áncash, al este de la ciudad de Huaraz. El nevado Churup se encuentra al sur de la montaña Ranrapalca, entre el Rima Rima al norteoeste y el Qullapaqu y Huamashraju en el sureste, a la entrada de la quebrada de Quilcayhuanca. 
A sus pies se encuentran las lagunas Churup a 4450 m y Churupita a 4584 m.

## Oronimia
Provendría del verbo quechua tsuruy = congelarse o del sustantivo tsururu = escarcha, hielo.

## Ascensiones históricas

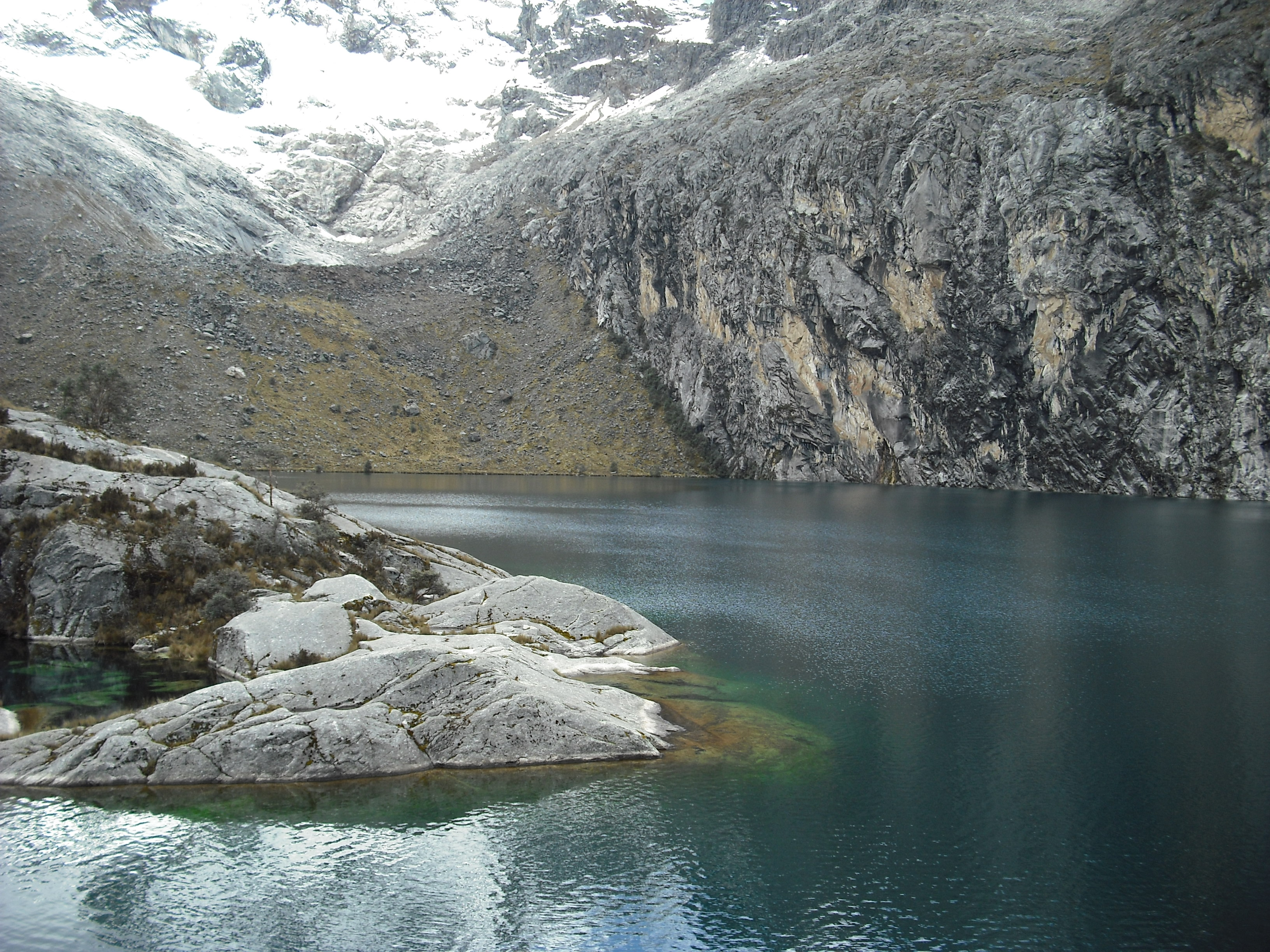
Vista de la cara suroeste del nevado Churup

### Primera Expedición
Japón: El 10 de julio de 1965, los japoneses Hisao Yoshikawa y Misahiko Inokuchi de la expedición de la Universidad de Waseda logran alcanzar la cumbre oeste del nevado Churup por primera vez ascendiendo por la cara sur y luego por la acornisada arista sureste.

## Excursiones
Se puede ir desde Huaraz en un transporte vehicular, este llega hasta la entrada al Parque nacional Huascarán, exactamente hasta el poblado de Pitec, ubicado aproximadamente a 3,800 metros de altitud desde donde se inicia la caminata por laderas de ligera a moderadamente empinadas. Durante el trayecto se puede apreciar una enorme biodiversidad de flora y fauna silvestre, entre los se encuentran el queñual, quisuar e ichu, además de especies de fauna andina como gatos montañeses, patos silvestres, vizcachas, etc., hasta ubicarse en una altitud de 4500 metros, la distancia caminada es de 6 kilómetros aproximadamente.
Al llegar a la cumbre se tiene una increíble vista panorámica de las 4 enormes quebradas y de las dos lagunas que llevan el mismo nombre.